# Alice Cooper
Alice Cooper és una banda de rock and roll, més en concret hard rock i shock rock, pionera del gènere conegut com a glam rock. Alice Cooper apareix en algunes pel·lícules com ara Wayne's World. Sorgida el 1964 a Arizona, Estats Units, va assolir el seu major auge durant els anys 70. Posteriorment, el seu líder continuaria com a solista prenent l'antic nom de la banda, Alice Cooper, i movent-se fins als nostres dies entre gèneres tan dispars com el heavy metal (sent-ne considerat un rellevant precursor), la new wave o el Pop rock, al llarg dels 80 i 90, i reprenent a principis dels anys 2000 amb àlbums com The eyes of Alice Cooper, el rock and roll i hard rock dels seus inicis. A la dècada de 1970 es va fer conegut arreu del món pels seus innovadors concerts de rock dissenyats per commocionar i provocar el públic, juntament amb lletres obscenes, obscures i sagnants que, juntament amb el seu aspecte gòtic, van transformar Alice en una icona del rock que continua com a font d'inspiració per a artistes de tots els estils fins avui. Al llarg de la seva carrera, Cooper ha publicat 26 àlbums d'estudi i ha venut més de 50 milions de còpies.
Alice Cooper era originalment el nom de la banda de la qual formava part Vincent Furnier com a vocalista, juntament amb Glen Buxton i Michael Bruce a la guitarra, Dennis Dunaway al baix i Neal Smith a la bateria, i amb qui va publicar set àlbums. No obstant això, la banda finalment es va separar i Vincent va adoptar el pseudònim d' Alice Cooper i va obtenir legalment el nom poc després, començant la seva carrera en solitari amb aquest nom el 1975 amb l'àlbum Welcome to My Nightmare, i des de llavors ha publicat divuit àlbums més. Les actuacions d'Alice es van fer famoses per l'ús de diversos elements d'actuació basats en pel·lícules de terror interpretades en directe, com ara guillotines, cadires elèctriques, serps vives, nines vudú, sang falsa i molts altres, amb l'Alice vestint roba obscura i adornada amb coses com ara potes d'aranya reals, serps vives, cadenes i altres, que van fer que els concerts d'Alice fossin batejats per la crítica com teatre de terror, terme que el mateix cantant va començar a utilitzar per definir la seva obra.
Alice també és conegut pel seu treball musical independent, ja que ha protagonitzat diverses pel·lícules de terror. Però una de les pel·lícules en què més destaca, a més d'estar al costat del seu amic Johnny Depp, és Shadows of the Night, on Alice Cooper apareix com a cantant que es converteix en el focus de la pel·lícula. Cooper també ha compost bandes sonores per a televisió i cinema, a més d'haver participat en diverses campanyes publicitàries sobre temes diversos, fet que va portar a la revista Rolling Stone a escollir-lo l'any 2006 «l'artista més estimat del heavy metal», després d'haver estat incorporat a Hollywood Walk of Fame el 2003 i al Rock and Roll Hall of Fame el 2011 juntament amb la formació original de la banda. Alice segueix de gira fins avui, però amb una nova banda anomenada Hollywood Vampires amb ell com a cantant principal i Johnny Depp com a guitarrista rítmic i Joe Perry com a guitarrista principal.

## Biografia
Vincent Damon Furnier va néixer a Detroit, Estats Units, el 4 de febrer de 1948, fill d'Ella Mae i Ether Moroni Furnier. El seu primer nom és un homenatge al seu oncle patern, Vincent Furnier, i el segon, a l'escriptor Damon Runyon. Ether era bisbe a l'Església de Jesucrist, i el seu avi, Thurman Furnier, era un apòstol de la mateixa església; per això Vincent Damon va començar a treballar a la congregació als onze anys, on també va participar al cor parroquial.
A Detroit, Vincent va estudiar a diverses escoles, totes religioses, fins que la seva família es va traslladar a la ciutat de Phoenix, Arizona, on va començar a assistir a una escola pertanyent a l'Ordre de DeMolay, una societat discreta de principis filosòfics, fraternals, iniciàtics i filantròpics, patrocinada per la maçoneria; Vincent va rebre beques completes a diverses universitats, inclosa la Universitat de Colorado, però va rebutjar totes les ofertes. Després d'haver estat criat en entorns religiosos, Vincent sempre s'ha autoanomenat home de fe, expert en el cristianisme com se li ensenyava a casa, sempre dient que les seves actuacions musicals són només un treball sense cap mena de compromís amb les seves opinions i eleccions personals.

## Vida personal

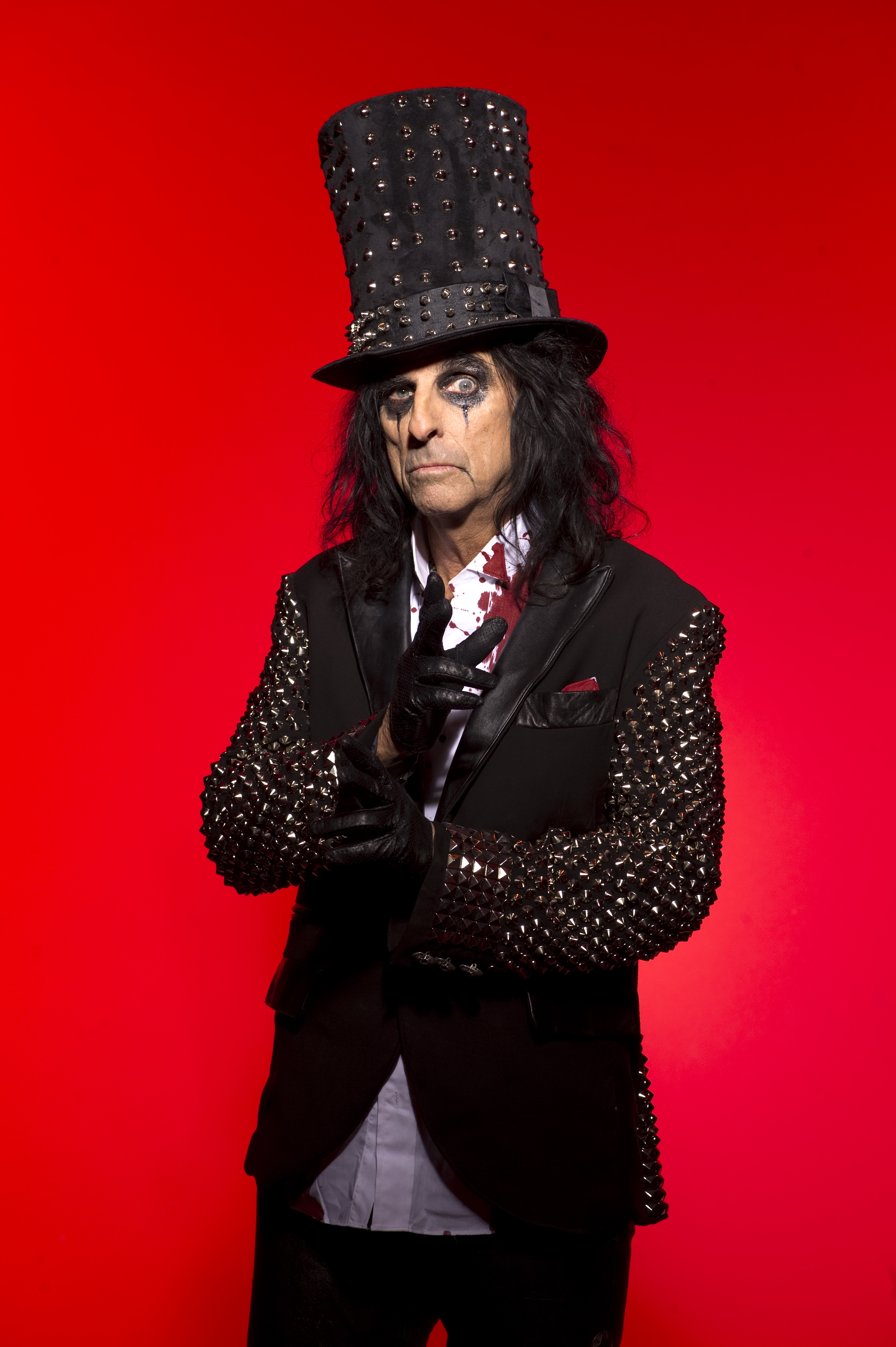
Alice Cooper el 2011. Foto de Ross Halfin.

La propietat legal del nom Alice Cooper és un clar exemple del valor d'una marca registrada. Cooper, encara en l'actualitat, continua pagant regalies anuals als seus antics companys de banda per a assegurar-se l'ús comercial del nom "Alice Cooper".
Al començament dels anys 1970 va començar a córrer el rumor que l'actor Ken Osmond s'havia convertit en el músic Alice Cooper. D'acord amb Cooper, el rumor va començar quan un editor d'un diàri universitari li va preguntar quina classe de nen era, al que Cooper va respondre, "Jo era molt desagradable, igual a Eddie Haskell." Eddie Haskell era un personatge fictici interpretat per Osmond en la sèrie Leave It to Beaver. Les paraules d'Alice van ser tergiversades per l'editor, estenent el rumor per tots els Estats Units. En una entrevista a New Times, Copper va declarar anys més tard: "Va ser el rumor més gran que va córrer sobre mi. Finalment, vaig aconseguir una samarreta que deia 'No, no sóc Eddie Haskell.' No obstant això, hi ha persones que encara ho creuen així."
El 20 de juny de 2005, Cooper va sostenir una llarga entrevista amb Andrew Denton per al programa de televisió australià Enough Rope. Va discutir diversos temes en la xerrada, incloent els horrors que degué enfrontar en la seva lluita contra l'alcoholisme, sobre ser cristià i sobre la relació amb la seva família. Durant l'entrevista, Alice va remarcar: "Observo Mick Jagger i veig que surt en una gira de 18 mesos, sent sis anys major que jo, per la qual cosa penso que quan ell es retiri, jo tindré sis anys més, i no li permetré que em venci en qüestions de longevitat".

### Relacions i matrimonis
En l'època en què la banda havia signat contracte amb Straight Records, Miss Christine del grup femení The GTOs i Cooper van iniciar una relació sentimental. Miss Christine (el nom real del qual era Christine Frka), va morir el 5 de novembre de 1972 arran d'una sobredosi. Una altra reconeguda núvia de Cooper va ser Cindy Lang, amb la qual va compartir llar per alguns anys. Es van separar el 1975.
Després de separar-se de Lang, Cooper va estar vinculat per algun temps amb l'actriu Raquel Welch. Després es va casar amb la coreògrafa Sheryl Goddard, la qual va actuar sobre els escenaris amb la banda entre 1975 i 1982. Es van casar el 20 de març de 1976. El 1983, en el topall de l'alcoholisme del seu espòs, Goddard va demanar el divorci, però el 1984 la parella es va reconciliar després de la rehabilitació d'Alice. Romanen junts des de llavors.
En una entrevista l'any 2002, Cooper va declarar que mai li ha estat infidel a la seva esposa en el temps en què han estat junts. En la mateixa entrevista, va comentar que el secret d'una relació duradora és mai deixar de sortir a divertir-se amb la parella. Cooper i Goddard tenen tres fills: Calico (1981), Dash (1985) i Sonora Rose (1993).

### Addiccions
Alice ha comentat en repetides ocasions les dificultats que va portar per a la seva vida el consum d'alcohol i substàncies, la qual cosa el va portar a rehabilitar-se reeixidament a mitjan 80. En 1986, Megadeth va telonejar un concert d'Alice Cooper en el seu gira promocional de Constrictor. Després d'assabentar-se de l'abús de substàncies prohibides d'alguns membres de la banda californiana, Cooper personalment es va acostar a ells i els va aconsellar sobre els seus efectes nocius, i va romandre prop del cantant Dave Mustaine, qui considera a Cooper com el seu "padrí". Des dels seus inconvenients amb l'abús de l'alcohol a mitjan anys 1980, Cooper ha aconsellat a diversos músics de rock sobre aquest tema. "M'he tornat un amic de músics que desitgen esplaiar-se, fins i tot rebut anomenades a altes hores de la nit que sempre comencen amb la frase 'Entre tu i jo, tinc un problema.'" En reconeixement de la seva labor ajudant als altres amb les seves addiccions, Cooper va rebre en el 2008 el Premi Stevie Ray Vaughan en un concert benèfic a la ciutat de Los Angeles.

### Religió i política
Encara que tendeix a ser discret pel que fa a la seva fe, Cooper ha confirmat en entrevistes que s'ha convertit al cristianisme. Ha evitat fer molta publicitat ja que, com ell mateix diu:
| « | "És molt fàcil prestar atenció a Alice Cooper i no a Crist. Jo sóc rocker, res més. No sóc filòsof. Considero que disto molt de ser un cristià ben format. Així que no busquis respostes en mi". | » |

Quan l'any 2001 el diari britànic The Sunday Times li va preguntar com un roquer rebel podia ser cristià, Alice Cooper va donar la següent resposta: "Beure cervesa és fàcil. Destrossar l'habitació d'un hotel és fàcil. Però ser cristià, això és dur. Això és una veritable rebel·lió!".
Al llarg de la seva carrera, la filosofia de Cooper respecte a la política ha estat la que aquesta no hauria de barrejar-se amb la música que interpreta, i sempre s'ha guardat les seves opinions per a si, a vegades fins i tot criticant a aquells músics que han parlat de política. No obstant això, les coses van donar un petit canvi en la campanya electoral per a les eleccions de 2004, quan va declarar que les estrelles de rock que estaven fent campanya a favor del candidat demòcrata John Kerry eren uns "traïdors imbècils". Aquestes declaracions van causar gran polèmica, per la qual cosa Cooper es va veure obligat a aclarir i reiterar, en un comunicat oficial, que la "traïció" a la qual es referiria no era contra l'Estat sinó contra els valors del rock n' roll.
En una entrevista concedida l'any 2008, Alice Cooper va descriure a la candidata republicana a vicepresidenta Sarah Palin com un "airejada d'aire fresc". Així mateix, va assegurar que no era demòcrata ni republicà, perquè ell vota "per la persona i no pel partit".

### Esports
Cooper és fanàtic de l'equip d'hoquei The Arizona Coyotes. També és seguidor del beisbol, fanàtic dels Arizona Diamondbacks i dels Detroit Tigers. Ha demostrat públicament el seu amor per la pràctica del golf, i fins i tot ha participat en algunes competicions "Pro–am".

### Alice Cooper en la cultura popular
Cooper, un fanàtic de la sèrie animada Els Simpsons, va contribuir amb la història per a l'edició de la historieta Bart Simpson's Treehouse of Horror de 2004, una publicació especial que contenia també col·laboracions de Gene Simmons, Rob Zombie i Pat Boone. La història creada per Alice mostrava a Homer Simpson transformant-se en un assassí en sèrie similar a Jason Voorhees, assetjant als ciutadans de Springfield.
L'octubre de 1979, Alice Cooper va aparèixer en la historieta Marvel Premiere, edició especial de l'editorial Marvel Comics.

## Membres

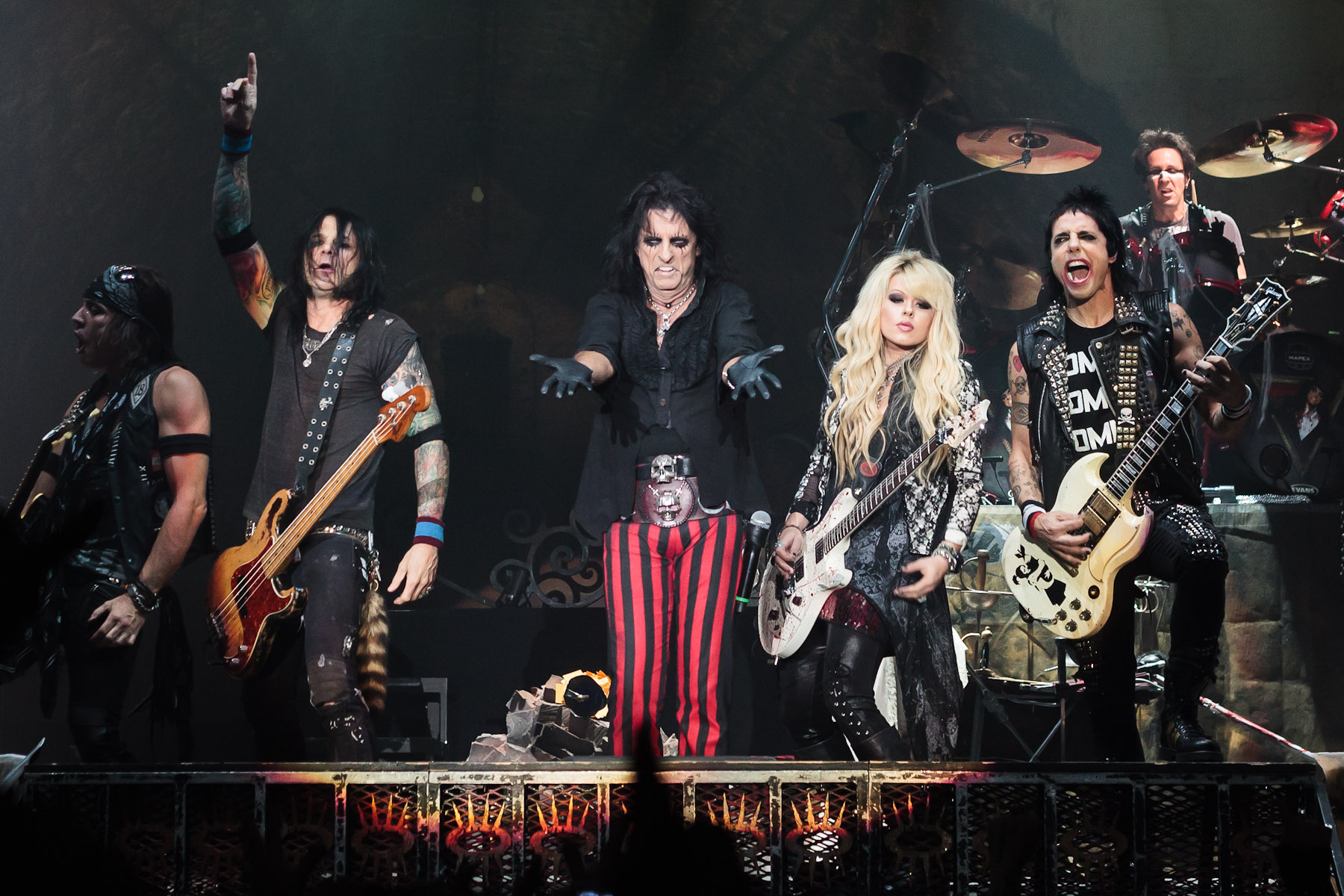
Alice Cooper i la seva banda en viu en un concert a Londres el 2012.

### Actuals
- Alice Cooper – veu, guitarra, harmònica (1963–present)
- Ryan Roxie – guitarra, cors (1996–2006, 2012–present)
- Chuck Garric – baix, cors (2002–present)
- Glen Sobel – bateria, percussió (2011–present)
- Tommy Henriksen – guitarra, cors (2011–present)
- Nita Strauss – guitarra, cors (2014–2022[21])

### Formació original
- Vincent Damon Furnier – veu (1965-)
- Glen Buxton – guitarra (1965-1973) (mort)
- Michael Bruce – guitarra (1965-1973)
- Dennis Dunaway – baix (1965-1973)
- Neal Smith – bateria (1965-1973)

## Discografia
| Discs de la banda Alice Cooper: - Pretties For You (1969) - Easy Action (1970) - Love It to Death (1971) - Killer (1971) - School's Out (1972) - Billion Dollar Babies (1973) - Muscle of Love (1973) Discos como solista: - Welcome to My Nightmare (1975) - Alice Cooper Goes to Hell (1976) - Lace And Whiskey (1977) - The Alice Cooper Show (1977) - From the Inside (1978) - Flush the Fashion (1980) - Special Forces (1981) - Zipper Catches Skin (1982) | - DaDa (1983) - Constrictor (1986) - Raise Your Fist and Yell (1987) - Trash (1989) - Hey Stoopid (1991) - The Last Temptation (1994) - A Fistful of Alice (1997) - Brutal Planet (2000) - Dragontown (2001) - The Eyes of Alice Cooper (2003) - Dirty Diamonds (2005) - Live at Montreux 2005 (2006) - Along Came A Spider (2008) - Welcome 2 my Nightmare (2011) - Paranormal (2017) - Detroit Stories (2021) - Road (2023) |

### Col·laboracions
- "School's Out" (2004) amb A*TEENS
- "Be Chrool to Your Scuel" (1985) (amb Twisted Sister)
- "Two for The Road" (1989) (amb Icon)
- "The Garden" (1991) (amb Guns N' Roses)
- "Hands of Death (Burn Baby Burn)" (1996) (amb Rob Zombie)
- "Intro - Great Milenko" (1997) (amb Insane Clown Posse)
- "The Toy Màster" (2008) (amb Avantasia)
- "Baby Can't Drive" (2010) (amb Slash)
- "Savages" (2014) (amb Theory Of A Deadman)

### Cançons per a bandes sonores
- "Because" (amb els Bee Gees) - Sgt. Pepper's Lonely Hearts Club Band (1978)
- "I Am the Future" - Classe de 1984 (1982)
- "Hard Rock Summer", "Teenage Frankenstein" i "He's Back (The Man Behind the Mask)" - Divendres 13: Part 6 (1986)
- "Prince of Darkness" - El Príncep de les Tenebres (1987)
- "I'm Eighteen"- Heartbreak Hotel (1988)
- "I Got a Line on You" - Iron Eagle II (1988)
- "Poison" - Tango & Cash (1989)
- "Feed my Frankenstein" - Wayne's World (1992)
- "School's Out" i "No More Mr. Nice Guy"- Dazed and Confused (1993)
- "School's Out" - Scream (1996)
- "Only Women Bleed" - Halloween: l'origen (2007)
- "I Am the Spider" - Suck (2009)
- "No More Mr. Nice Guy" i "Ballad Of Dwight Fry" - Ombres tenebroses (2012)
- "Dangerous Tonight" - Watch Dogs (2014)

## Premis i nominacions

### Premis Grammy
| Any  | Treball nominat                        | Categoria                             | Resultat |
| ---- | -------------------------------------- | ------------------------------------- | -------- |
| 1984 | "Alice Cooper: The Nightmare"          | Millor vídeo musical de llarga durada | Nominat  |
| 1997 | "Hands of Death (Burn Baby Burn)"      | Millor interpretació de metall        | Nominat  |
| 2019 | Jesus Christ Superstar Live In Concert | Millor àlbum de teatre musical        | Pendent  |

## Filmografia
- Diary of a Mad Housewife – 1970
- Medicine Ball Caravan - 1971
- Sextette - 1977
- The Muppet Show - 1978
- Roadie – 1980
- Monster Dog – 1984
- Prince of Darkness – 1987
- Freddy's Dead: The Final Nightmare – 1991
- Wayne's World – 1992
- The Attic Expeditions - 2001
- Suck – 2009
- Ombres tenebroses – 2012
- Bigfoot – 2012
- Skum Rocks! – 2013
- Super Duper Alice Cooper – 2014
- Hired Gun - 2017